# Salzburška stolnica

Salzburška stolnica (nemško Salzburger Dom) je stolnica rimskokatoliške Salzburške nadškofije in s tem metropolitanska cerkev cerkvene province Salzburg; posvečena je sv. Rupertu Salzburškem in Virgilu, praznik patrocinija je Rupertitag, 24. septembra. Baročna stavba, odprta med tridesetletno vojno, je del seznama zgodovinskega središča mesta pod Unescovo zaščito.

## Zgodovina
Prva romanska stolnica je bila tridelna bazilika z vhodnim narteksom (Raj) in lastno krstilnico. Romanska stavba je bila dokončana leta 774. Opat Virgil je stavbo posvetil 25. septembra 774. V noči s 4. na 5. april 1167 je stolnica zgorela. V tistem času naj bi mesto požgali grofje v imenu cesarja Fridrika Barbarosse, ker salzburški nadškof Konrad II. von Babenberg ni priznal protipapeža Viktorja IV., ki ga je imenoval cesar (Shizma iz leta 1159). Nato je pod škofom Konradom III. zrastla še bolj veličastna petladijska (ali triladijska z vrstami kapel ob strani) stolnica, Konradinische Dom, takrat največja bazilika severno od Alp. (Današnji krstilnik je iz te stavbe.)
Po požaru romanske stolnice leta 1598 je nadškof Wolf Dietrich von Raitenau leta 1599 porušil posamezne sestavne dele iz močno poškodovane, a še vedno uporabne stare stolnice, da bi posodobil  velik del stare zgradbe.
Šele leta 1606 se je začelo korenito in zdaj popolno rušenje stare stolnice. Na ta način naj bi se ustvaril prostor za gradnjo današnjega trga Residenzplatz, sprednjega predprostora stolnice, ki naj bi bila prvotno usmerjena na ta trg. Zgodnje načrtovanje je v glavnem izvedel Vincenzo Scamozzi. Naslednik nadškofa Wolfa Dietricha Markus Sittikus Graf von Hohenems je nato najel Santina Solarija za mojstra graditelja, ki je prejšnje načrte znatno zmanjšal. Temeljni kamen nove stavbe je bil položen leta 1614. 25. septembra 1628 je nadškof Paris von Lodron posvetil novo cerkev; istočasno so vgradili tudi dvoje orgel, ki ju je ustvaril dvorni izdelovalec orgel Leopold Rotenburger. Osemdnevni festival posvetitve stolnice je bil verjetno največji zgodovinski festival, ki ga je mesto Salzburg kdaj proslavilo.
Oktobra 1682, v okviru praznovanj ob 1100-letnici salzburške nadškofije, je bila verjetno prvič izvedena  53-delna Missa Salisburgensis (danes pripisana Heinrichu Ignazu Francu Biberju).
16. oktobra 1944, med prvim zračnim napadom na Salzburg, se je kupola stolnice zrušila. Od leta 1945 do 1959 je bila stolnica prenovljena in kupola ponovno zgrajena. Na "bombardiranje" stolnice spominja tako imenovana Bombenmesse, ki jo je skomponiral kapelmojster Joseph Messner.

### Požari
- 1127: Požar, ki je nastal na zvoniku na trgu, je uničil velik del mesta, vključno s samostansko cerkvijo svetega Petra in stolnico.
- 1167: tega  so grofje Plain v imenu cesarja Fridrika Barbarosse domnevno požgali mesto, ker niso priznali protipapeža, ki ga je imenoval cesar.
- 1312: V tem ognju so se zaradi velike vročine stopili celo zvonovi.
- 1598: V noči z 11. na 12. december so zgoreli strešni nosilci stolnice. Na žalost je dež, ki je trajal več tednov, in poznejše snežne padavine postopoma povzročil propad obokov, kar je povzročilo dodatno škodo na stolnici.
- 1859: Še en požar zaradi neprevidnosti med obnovitvenimi deli strešne konstrukcije

## Okolje
Stolnica stoji v veliki meri prosto v središču Salzburga. Na severni strani, proti reki Salzach, je obsežen trg Residenzplatz s (staro) nadškofijsko rezidenco, proti Festungsbergu proti jugu je trg Kapitelplatz samostanom svetega Petra, za stolnico pa je uličica (gasse). Vse tri omenjene stavbe skupaj obdajajo Domplatz – stolnični trg, od koder široko stopnišče vodi do portalov stolnice. Stolnica je z obema zgradbama povezana z loki, stolpni oboki, ki predstavljajo prehode do omenjenih. Domplatz je zaprt na nasprotni strani, proti Franziskanergasse in Festspielhaus, prav tako z lokom, Wallistrakt. Sredi stolničnega trga je stiliziran vodnjak s Marijinim kipom.
Tako je mogočno baročno, marmorno belo fasado stolnice s svojim programom mogoče gledati le od blizu, glavni pogled na mesto pa se predstavlja kot popolnoma neopremljen in skoraj brez oken, masiven zidarski zid. Od nedavnega so obiskovalci stolničnega muzeja znova lahko dostopali do stolnice prek stolničnih obokov.

## Fasada
Klasicistično-baročni westwerk proti Domplatzu kaže svojo bogato figuralno dekoracijo in je z bočnima 81 m visokima stolpoma še posebej veličasten. Fasada je prekrita z untersberškim marmorjem (drobnozrnat apnenec). Pročelje in stolpa so vodoravno razdeljeni na tri dele z vodoravnimi zidci, pri čemer se višina zmanjšuje proti vrhu. Pritličje je okrašeno s toskanskimi, jonskimi in korintskimi pilastri. V tretjem nadstropju stolpov je kupola postavljena na tambur. Stolpna ura je v drugem nadstropju stolpov. Druge fasade stolnice v romanskem slogu izgledajo surove in neurejene v konglomeratnem zidu (Nagelfluh), gradbenem materialu, ki je pogost v Salzburgu.
Vrata v narteks (Raj) imajo kot napise tri posvečena leta 774, 1628, 1959. Na podstavkih pred portali stojijo štiri nadnaravno velike figure. Na podstavkih sta grba nadškofov Guidobalda von Thuna in Johanna Ernst von Thuna. Zunanji dve figuri iz leta 1660 izvirata od Bartholomäus van Opstala. Predstavljata zavetnika cerkve - sv. Ruperta s solnim vrčem na desni in svetega Virgila s cerkvijo na levi, dve srednji figuri pa je ustvaril Bernhard Michael Mandl v letih 1697–1698. Na levi stoji sveti Peter, prepoznaven po ključu, na desni pa sveti Pavel z mečem. Vhod v stolnico je za štirimi velikimi figurami. Troje bronasta vrata stolnice so zasnovali Giacomo Manzù (Porta dell´Amore), Toni Schneider-Manzell (Vrata vere) in Ewald Mataré (Vrata upanja) v letih 1957/1958. Podobe štirih evangelistov lahko vidimo na balustradi v drugem nadstropju. Na zatrepu sta lev in kozorog, heraldični živali Parisa Lodrona in Markusa Sittikusa. Nad osrednjim oknom sta pritrjeni dve figuri angelov s krono. Ta krona Marijin kip, ki stoji na stolničnem trgu, ko se - od današnjega Festspielhausa - sprehodi skozi arkade Wallistrakta proti stolnici. Na zatrepu stolnice so Mojzes s tablo zakonov na levi, Elija na desni in Kristus Odrešenik na sredini. Te tri figure je verjetno ustvaril okoli leta 1660 Tommaso Garove Allio, mojster vodnjaka v rezidenci..
Pročelje, ki je bilo že močno onesnaženo in poškodovano, je bilo nazadnje obnovljeno s konca 1990-ih let.
Na stolničnem trgu se vsako leto predstavi igra Jedermann v sklopu salzburškega festivala, predstava Huga von Hofmannsthala, ki temelji na srednjeveških misterijih.

## Glavna ladja
V 32 m visoki glavni ladji so stropne slike Donata Mascagnija in Ignazia Solarija (sina Santina) iz Ramponio Verna, ki prikazujejo prizore iz  Kristusovega pasijona. Kristusovo trpljenje do križa je upodobljeno na 15 velikih slikah. Deset manjših prečnih slik prikazuje odlomke iz Kristusovega življenja, od Poroka v Kani do Jezusove skušnjave. Štukatura na tem območju - kot v celotni stolnici - izvira iz delavnice Giuseppeja Bassarina. To delo je verjetno nastalo okoli leta 1628. Bela štukatura krasi stolnico v obliki tendil, puttov in akantovih listov.

### Stranske kapele
Salzburška stolnica ima ladjo s štirimi kraki in dodatno galerijo nad verando. Na obeh straneh ladje je vrsta kapel. Štiri kapele so med seboj povezane in odprte v glavno ladjo z okroglim lokom. Vsaka od teh kapel ima svoj stranski oltar. Na severni strani je oltar Kristusovega krsta; krstilnik je v tej kapeli. To je kapela svete Ane z oltarno ploščo Joachima von Sandrarta, Kristusovo spreobrnjenje in Kristus na križu (slednja kapela z oltarno ploščo Karla Škréta). Na južni steni so oltarji svetega Roka in Sebastijana, svetega Karla Boromejskega, svetega Martina Hieronima in Misije svetega Duha (Karel Škréta). Slike prvih treh oltarjev na južni steni so dela Johanna Heinricha Schönfelda. Vsaka kapela ima poleg oltarja tudi svoje stropne freske.
Oboki v kapelah

## Prižnica
Prižnico, kot levi vhodni portal in pokrov krstilnika, je oblikoval Toni Schneider-Manzell. Prižnica je pogosto sestavljena iz podnožja, košare in akustičnim nadstreškom, slednji v tej stolnici manjka. Prižnica je zaradi višine stolnice postavljena približno na sredino ladje, da se zagotovi slišnost pridige.
Noga za prižnico je sestavljena iz stebra iz untersberškega marmorja, ki se na vrhu konča v simbolni upodobitvi štirih evangelistov Marka (levja glava), Luke (glava bika), Mateja (človeški obraz) in Janeza (orlova glava). Košara za prižnico je osmerokotna, pri čemer ena stran tvori zadnjo steno prižnice. Na bronasti reliefni plošči je golob kot simbol svetega Duha z "jeziki ognja" kot podoba moči svetega Duha. Napis Semen est verbum dei ('Seme je Božja beseda') je v prispodobi sejalca iz Luke 8:11, kjer piše tudi: »Seme v dobri zemlji pa so tisti, ki z lepim in dobrim srcem besedo slišijo in jo ohranijo ter v stanovitnosti obrodijo sad.« To se nanaša tako na evangelije kot na Božjo besedo in na pomen maše pridiganja.
Prižnica je sestavljena iz sedmih bronastih reliefnih plošč z upodobitvami iz življenja Jezusa Kristusa. 1) Izaija. 2) Izrek Stupebant [autem] omnes, qui eum audiebant (»In vsi, ki so ga slišali, so bili iz sebe nad njegovo razumnostjo in njegovimi odgovori. « ) je v Luki 2,47. Tu je v templju prikazan dvanajstletni Jezus, katerega poslušalci so bili presenečeni nad »njegovim razumevanjem in odgovori«. 3) Kristus pri Nikodemu. 4) Tu je isti napis Semen est verbum dei kot že na zadnji steni. Ptice, črvi (?) in rastline prikazujejo Jezusa sredi narave, kako z desno roko seje seme iz predpasnika. V ozadju se na polju pripogiba pobiralka. 5) Izrek Vade et non amplius noli peccare (' Pojdi in odslej ne gréši več!') iz Janeza 8,11 prikazuje prizor, v katerem naj bi Jezus kamnal prešuštnike. Toda Jezus je rekel: »Kdor izmed vas je brez greha, naj prvi vrže kamen vanjo«. Nato se je spet sklonil in pisal po tleh (Jn 8,7-8). 6) Razgled na goro. Po vstajenju se je Jezus prikazal učencem na gori in jim naročil, naj pridigajo dobro novico po vsem svetu (Matej 28: 16-20). 7) Ezekiel.

## Kor
Celotno območje kora je zasnovano v obliki trikotnika. Tako je povezan z romansko, predreformacijsko tradicijo, lahko pa je tudi primer bazilike svetega Petra v Rimu.

### Oltarni prostor
Osnutek visokega oltarja iz leta 1628 je pripisan glavnemu graditelju stolnice Santinu Solariju. Ima prosto stoječo marmorno strukturo. Oltarna slika prikazuje Kristusovo vstajenje, ki ga je naslikal Mascagni. Nad oltarno ploščo sta kipa zavetnikov cerkve - sveti Rupert in sveti Virgil - pa tudi alegoriji Religio in Caritas. Te figure so pripisane mojstru Pernegger d. J. in Hansu Waldburgerju. Med figurami je latinski napis NOTAS MIHI FECISTI VIAS VITÆ - (Pokazali ste mi načine življenja) iz psalma 16, 11.
Na zatrepu glavnega oltarja so trije angeli. Na vrhu špice je pozlačen križ. Levo in desno od glavnega oltarja sta epitafa nadškofov Markusa Sittikusa († 1619) in Parisa Lodrona († 1653). Kot vsi marmorni epitafi nadškofov v stolnici sta dvonadstropna, uokvirjena s kerubini in simboli smrti. V srednjem delu je bakren medaljon s portretom nadškofa. Na zatrepu epitafa je pritrjen vložek grba. Na stenah in stropu kora in nad oltarjem stolnice so slike Vstajenje in  Kristusov vnebohod.

### Prečna ladja
V prečnih krakih sta Frančiškov cikel na severni strani in Marijin cikel na južni strani, kar ustreza patrociniju sekundarnih oltarjev. V levem transeptu je oltar (okoli leta 1628) z oltarno ploščo Spreobrnjenja svetega Frančiška Asiškega. Tabernakelj je narejen iz pozlačenega medenine, obkrožen s srebrnimi kipi štirih evangelistov. Na tem oltarju je tudi relief Zadnje večerje in grb nadškofa Parisa Lodrona. Levo in desno od oltarja so marmornati epitafi škofov Leopolda Antona von Firmiana († 1744), Guidobalda von Thuna († 1668), Maxa Gandolfa von Kuenburga († 1687) in Jakoba Ernsta von Liechtenstein-Kastelkorna († 1747). Na stenah in stropu so prizori življenja in smrti svetega Frančiška. Oltar v desnem transeptu ima oltarno sliko Ignazia Solarija; prikazuje Marijo Snežno in tabernakelj s kopijo slike Altöttinške Marije. Kipe drugih svetnikov najdemo v nišah in na zatrepih oltarjev. Poleg oltarja iz leta 1628 je več marmornih epitafov. 

## Krstilnik
Krstilnik stoji na severni strani v prvi stranski kapeli, ki je posvečena Jezusovemu krstu. je ulit v bronu iz 1. polovice 14. stoletja; po obsegu napisov ga je leta 1321 ustvaril mojster Heinrich. Romanski bronasti levi, na katerih počiva krilni bazen, izvirajo iz druge polovice 12. stoletja. Na bazenu je 16 reliefov svetnikov, škofov in opatov iz Salzburga v obokanih arkadah. Pokrov izvira iz leta 1959 Tonija Schneider-Manzela in prikazuje dvanajst starozaveznih motivov, ki se nanašajo na simboliko krsta.

## Kupola
Nad križiščem je 71 metrov visoka kupola. V kupoli sta dve vrsti po osem fresk s prizori iz Stare zaveze, ki so podobno kot slike v glavni ladji pripisane Fra Arsenio (Donato) Mascagni (1579–1636) in Ignazio Solari. Starozavezni prizori se nanašajo na prizore Kristusovega trpljenja v ladji.
Na segmentnih površinah kupole so predstavitve štirih evangelistov, nad njimi sta grba nadškofa Parisa Lodrona in nadškofa Andreasa Rohracherja, tistih dveh nadškofov, ki sta stolnico posvetila ali jo posvetila po obnovi.

## Orgle
Stolnica ima sedem neodvisnih orgel. Na zahodni galeriji so glavne iz leta 1988, pri križišču pa so bili po letu 1990 obnovljeni štirje inštrumenti, ki so bili nekoč pomembni za večglasno baročno cerkveno glasbeno prakso, ene pa imajo Continuo-Werk, ki jih je mogoče igrati neodvisno. 

## Zvonovi
Marienglocke in Virgilglocke sta iz baročne stolnice, ki sta ju ustvarila augsburška mpjstra Wolfgang II. (1575–1632) in Johann Neidhart (okoli 1600–1635). Spadata med najdragocenejše zvočne instrumente svojega časa.
Novi zvonovi (izdelani v livarni zvonov Oberascher v Salzburgu) so bili posvečeni 24. septembra 1961. Zvon Salvator je eden največjih cerkvenih zvonov na svetu in je drugi največji zvon v Avstriji po Pummerinu v stolnici svetega Štefana na Dunaju.  Poleg tega zvok salzburške stolnice velja za najlepši zvok v Avstriji in je s skupno težo 32.443 kg med najtežjimi zvonovi na nemško govorečem območju.

## Mere
- dolžina glavne ladje: 101 m
- širina glavne ladje: 45 m
- dolžina prečne ladje: 68 m
- višina glavne ladje: 32 m
- višina kupole: 79 m
- višina stolpov: 81 m
- 11 oltarjev
- 900 sedežev
- 10.000 stojišč

## Slike
- Panoramska slika notranjosti s kupolo in orglami
- Salzburška stolnica, vidna s trdnjave Hohensalzburg
- Notranjost kupole
- Strop v eni od kapel
- Detajl štukature
- Spomin na papeža Janeza Pavla.
- Notranjost proti vzhodu

## Zunanje piovezave
- Informationen über den Dom und das Dommuseum
- Offizielle Website des Domes
- Geologische Bundesanstalt: Dom – Salzburg